# Hugo Banziger
Hugo Bänziger (Zúrich, 3 de enero de 1956) es un banquero, miembro del Consejo de Administración del Deutsche Bank. Ejerce como Chief Risk Officer.

## Carrera profesional
Estudió Historia moderna, Derecho y Economía en la Universidad de Berna, doctorándose en Historia Económica. 
De 1985 a 1996 trabajó para Credit Suisse y en 1996 se unió al Deutsche Bank, donde ha mantenido puestos de diversa responsabilidad; en la actualidad es miembro del Consejo de Administración del Banco, como responsable de la política de riesgos. 
Desde esta posición de responsabilidad, sus opiniones sobre los mercados son recogidas por diversos medios con relevancia en Alemania y a nivel internacional, llegando a ser un referente de opinión para hechos de contingencia que afectan al mercado alemán y que son publicados en Der Spiegel, además de publicar algunas columnas de opinión en la sección "Insiders" del Financial Times; en este contexto, son conocidas sus intervenciones para calmar a los mercados tras el escándalo del Banco UBS AG, o respecto a la estabilidad del Deutsche Bank tras la crisis subprime.
En 2010 fue elegido gestor de riesgos del año por GARP (Asociación global de gestores de riesgo).